# Tooske Ragas

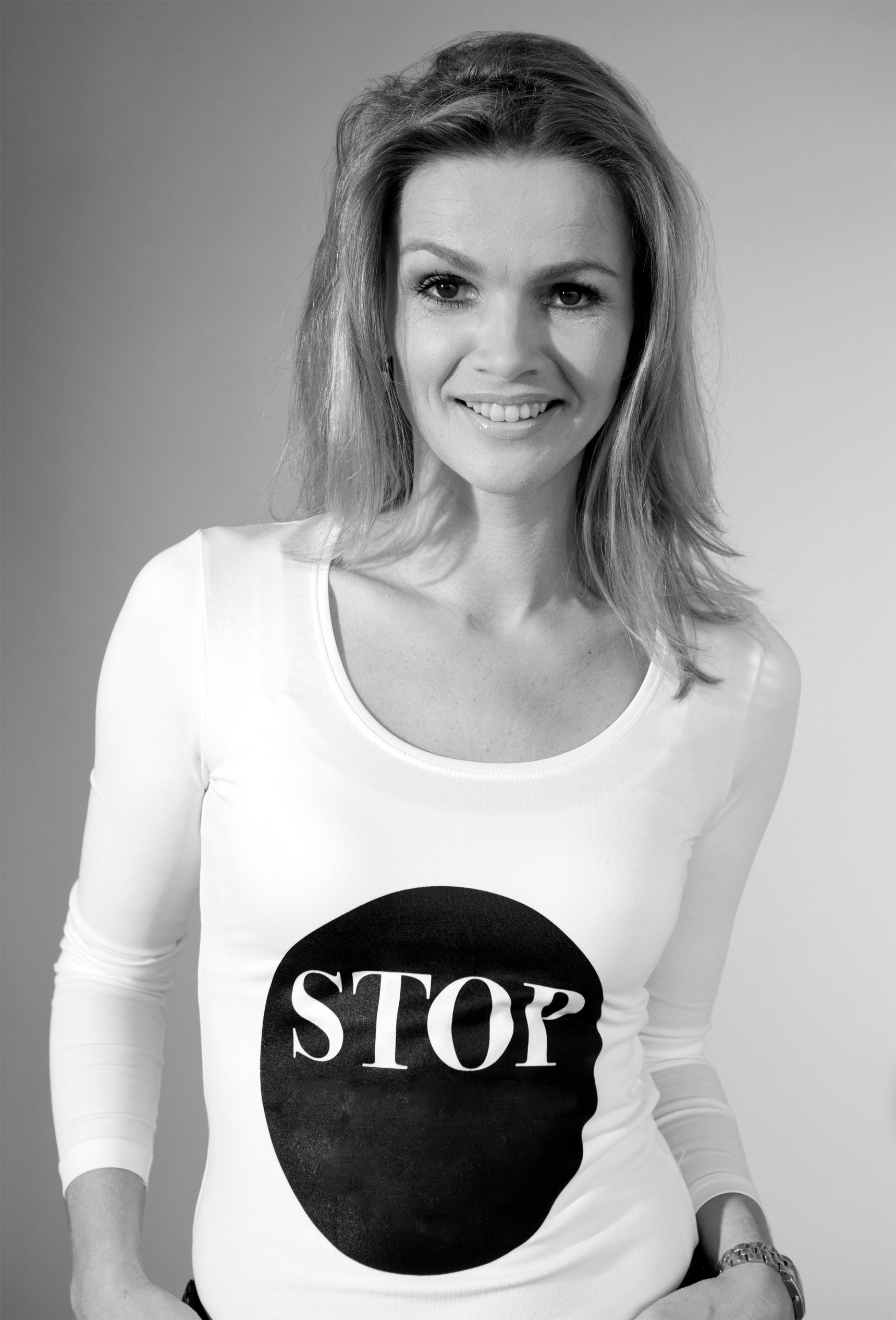
Tooske Ragas (2013)

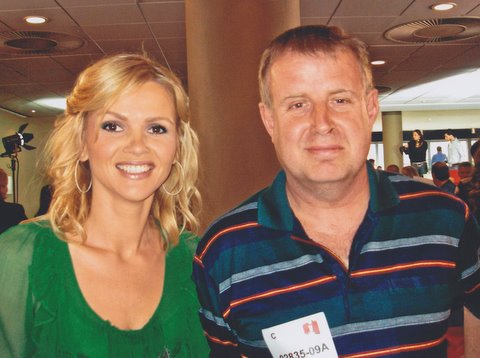
Tooske Ragas mit einem Kandidaten der Sendung Het beste idee van Nederland (2012)

Grietje Antonia „Tooske“ Ragas-Breugem (* 3. Juni 1974 in Zwolle, Niederlande als Grietje Antonia Breugem) ist eine niederländische Moderatorin, Popsängerin und Model.

## Leben
Ragas wuchs mit zwei älteren Brüdern auf. Nach dem Abitur studierte sie bis 1998 englische Sprache und Literatur an der Universität Utrecht. 1992 war sie Mitglied der Theatergruppe und Sängerin der Popgruppe Bogy Bogy. 1996 wurde sie zur Miss Overijssel gekürt, im gleichen Jahr bei der Wahl zur Miss Niederlande Vierte.
Von 2002 bis 2003 war sie mit dem US-amerikanischen Schauspieler Keith Davis verheiratet. Während sie die Constance im Musical Die drei Musketiere der Bolland-Brüder darstellte, lernte sie Bastiaan Ragas kennen, der ebenfalls Teil des Ensembles war. Im Jahr 2003 nahmen sie gemeinsam den Song Alles auf. Im Juni 2005 heirateten beide. Das Paar ist Eltern dreier gemeinsamer Töchter (* 2007, * 2008, * 2010).
Ragas ist in der Nederlandse Hervormde Kerk (Reformierte Kirche) engagiert. Ihr Bruder, der an der Alzheimer-Krankheit und dem Down-Syndrom litt, starb im November 2020.

## Karriere
Im letzten Film Der sechste Mai des niederländischen Regisseurs Theo van Gogh spielte Ragas im Jahr 2004 eine Stewardess. In Deutschland wurde sie insbesondere durch ihre Moderation des Formats Deutschland sucht den Superstar bekannt, welche sie bis 2007 mit Marco Schreyl präsentierte.
Neben zahlreichen TV-Auftritten schrieb Ragas im Jahr 2015 das Drehbuch zum Theaterstück De boze heks en de zanddraaar.
Seit 2017 spielt sie in der US-amerikanischen Jugendserie Das Geheimnis der Hunters des Kindersenders Nickelodeon. Im Jahr 2019 veröffentlichte sie das Kochbuch „Appeltje, eitje!“. Im gleichen Jahr nahm sie an der niederländischen Ausgabe von „Dancing with the stars“ teil.

## Filmografie (Auswahl)
- 2002 bis 2004: Idols
- 2005 bis 2007: Deutschland sucht den Superstar (RTL)
- 2005: Junior Songfestival
- 2005: Gouden Televizierring Gala
- 2006: Je wordt bedankt (SBS 6)
- 2007 bis 2010: Het beste idee van Nederland (SBS6)
- 2008 bis 2010: De nieuwe Uri Geller (SBS6)
- 2008 bis 2009: Wie ben ik? (SBS6)
- 2008 bis 2012: Het Staatsloterij Oudejaarsfeest (SBS6)
- 2010 bis 2013: Popstars (SBS6)
- 2010 bis 2013: Huizenjacht (SBS6)
- 2012: Klas van ’89 (SBS6)
- 2012: De Club van Lelijke Kinderen[12]
- 2013: Bloed, Zweet en Tranen (SBS6)
- 2015: Van Hollandse Bodem (EO)
- 2015: Zo zijn we niet getrouwd (EO)
- 2015: In de ban van de Condor (EO)
- 2015 bis 2016: Friends for Warchild (EO)
- 2016: De Ludwigs (Nickelodeon)
- 2016: Jij en ik - Warchild (EO)
- 2016: Jungen gegen Mädchen (RTL)[13]
- 2017: Kili Challenge
- 2017: It takes two (RTL4)